# 別舸
別舸（1992年8月2日—）是中國男子田徑運動員，2015年6月以20.92秒（W：-1.0）奪得全國田徑冠軍賽200公尺冠軍。

## 外部連結
- 別舸在的頁面